# 波多野翼
波多野 翼（はたの つばさ、1984年11月6日 - ）は、日本の政治家、絵本作家。立憲民主党所属の衆議院議員（1期）。

## 来歴
福井県武生市（現・越前市）生まれ。福井県立鯖江高等学校を経て仁愛大学人間学部コミュニケーション学科を卒業。ビーエムサプライ株式会社従業員を経て、2009年に越前市役所入庁。2010年に同僚と日本ボルガラー協会を結成して会長を務め、ご当地グルメ「ボルガライス」の普及を通じたまちづくりの立役者となり、2019年には「地方公務員が本当にすごい!と思う地方公務員アワード」を受賞した。同年より、公務員の職務と並行して3姉妹の父としての経験を生かした絵本作家としての活動を開始。この他、仁愛大学同窓会世灯会会長、NPO法人丹南市民自治研究センター理事を務める。
2024年9月30日に福井1区から立憲民主党公認で立候補予定だった西山理恵が離党して無所属で出馬する意向を示したため、10月9日に立憲民主党県連は西山に代わる候補者として波多野を党本部に公認申請した。2024年10月27日執行の第50回衆議院議員総選挙では、立憲民主党公認で福井1区から重複立候補し、選挙区では自由民主党前職の稲田朋美に敗れたが、比例区で復活当選を果たした。

## 著書
- 『いなくなれ おばけのバッチン』石田製本、2019年6月5日。ISBN 978-4909939173。
- 『ミルミルミエル ～3つの20で目を守る～』石田製本、2024年3月27日。ISBN 978-4867117446。

## 選挙歴
| 当落 | 選挙                   | 執行日         | 年齢 | 選挙区      | 政党       | 得票数   | 得票率 | 定数 | 得票順位 /候補者数 | 政党内比例順位 /政党当選者数 |
| ---- | ---------------------- | -------------- | ---- | ----------- | ---------- | -------- | ------ | ---- | ------------------ | ---------------------------- |
| 比当 | 第50回衆議院議員総選挙 | 2024年10月27日 | 39   | 福井県第1区 | 立憲民主党 | 7万328票 | 35.52% | 1    | 2/5                | 3/3                          |